# NGC 7152
NGC 7152 é uma galáxia espiral barrada (SBb) localizada na direcção da constelação de Piscis Austrinus. Possui uma declinação de -29° 17' 21" e uma ascensão recta de 21 horas, 53 minutos e 59,0 segundos.
A galáxia NGC 7152 foi descoberta em 18 de Agosto de 1835 por John Herschel.